# João Pedro Silva
João Pedro Lopes da Silva (Benedita, 15 de maio de 1989) é um triatleta profissional português.

## Carreira
Foi campeão europeu sub-23 de triatlo em 2008, 2010 e 2011, campeão nacional júnior em 2006 e 2007 e campeão nacional sub-23 em 2008. Nos Jogos Olímpicos de Verão de 2012 João Silva ficou em 9.º lugar, a melhor classificação de um triatleta masculino português em Jogos Olímpicos até então. Em 23 de janeiro de 2013, João Silva juntou-se à equipa de triatlo do Sport Lisboa e Benfica. João Silva ficou em segundo lugar (medalha de prata) na prova de triatlo dos Jogos Europeus de 2015 em Baku.
João Silva estuda Medicina na Universidade Nova de Lisboa.